# Rosemary Bailey
Rosemary Bailey (Yorkshire,1953) es una escritora británica que escribe memorias de viajes sobre Francia. En 2008, ganó el premio del Gremio Británico de Escritores de Viajes al mejor libro de viajes narrativos, Amor y Guerra en los Pirineos.

## Biografía
Rosemary Bailey nació en Halifax, West Yorkshire, en 1953, hija del ministro bautista Rev. Walter Bailey. En 1959 la familia se trasladó a Birkenhead, cerca de Liverpool, y después a Newcastle-under-Lyme, donde asistió a la Clayton Hall Grammar School. Después asistió a la Universidad de Bristol, donde se licenció en inglés y filosofía. 

## Trayectoria
Tras un año en una granja de Somerset Bailey se trasladó a Londres como investigadora en el Servicio de Información del Daily Telegraph, y después pasó tres años formándose como periodista en Haymarket Publications en el programa Engineering Today. Después trabajó varios años como periodista independiente en Londres y Nueva York, escribiendo sobre viajes, temas femeninos, comida, moda y asuntos literarios para The Guardian, The Sunday Times, The Independent, Elle y Vogue, entre otros. Ha editado y escrito guías de viaje sobre Nueva York e Italia, pero sobre todo sobre Francia, para Time Out, Insight Guides, Dorling Kindersley y National Geographic Traveler.
En 1997 Bailey publicó Scarlet Ribbons: A Priest with Aids, la historia de su hermano, el reverendo Simon Bailey, un sacerdote anglicano, que permaneció apoyado en su parroquia de Dinnington, en Yorkshire, hasta que murió en 1995. En 2017 se publicó una nueva edición de Scarlet Ribbons que recibió considerables elogios, como la emisión de BBC Radio 4.
Entre 1997 y 2005 Bailey residió principalmente en el sur de Francia, como describe en su segundo libro, Life in a Postcard.
Otros libros posteriores exploran los Pirineos: The Man who Married a Mountain  (2005), sobre un alpinista del siglo XIX, Sir Henry Russell-Killough, y el premiado Amor y guerra en los Pirineos, sobre la Segunda Guerra Mundial en la región, Campamento de Rivesaltes, descrito por The Jewish Chronicle como "un tranquilo triunfo de la reconstrucción histórica".
Rosemary Bailey es miembro del Gremio Británico de Escritores de Viajes, de la Sociedad de Autores y del Royal Literary Fund tutora de escritura de la Fundación Arvon, colaboradora de Jewish Book Week y entre 2010-2012 y 2014-2015 becaria del Royal Literary Fund de la Queen Mary University of London.
Bailey está casada con el escritor Barry Miles, y tienen un hijo.

## Publicaciones
- Scarlet Ribbons: A Priest with Aids. Serpent's Tail. 1997. ISBN 1-85242-521-0.[14]
- Life in a Postcard: Escape to the French Pyrenees. Transworld Publishers. 2002. ISBN 0553813412. (requiere registro).
- The Man Who Married a Mountain. Transworld Publishers. 2005. ISBN 0-553-81523-7.[15]
- Love and War in the Pyrenees. Weidenfeld & Nicolson. 2008. ISBN 978-0753825914.
- The Arvon Book of Literary Non-fiction (contributor). Bloomsbury Publishing. 2012. ISBN 978-1408131237.
- Scarlet Ribbons: A Priest with Aids. Jorvik Press. 2017. ISBN 978-0-9863770-3-7.[16][17][18][19]

### Guías de viaje
- Dorling Kindersley Guía de testigo presencial a Francia. (Editora y colaboradora)
- Guías Insight a Tuscany, el Loire Valle,  Burgundy, el Costa Azul y Francia de Suroeste (Editora y colaboradora)
- Guía de Viajero Geográfica nacional a Francia. (Autora)
- Tiempo Fuera (revista) Guía a Del sur de Francia. (Colaboradora)

### Revisiones
- «Review of Scarlet Ribbons by Rosemary Bailey», Kirkus Reviews, 10 de mayo de 2010.
- Kirkus Revisiones, 15 febrero 2003 Revisión de Vida en una Postal
- El Observador, 9 noviembre 1997 Revisión de Escarlata Ribbons por Emily Ormond
- El Independiente, 15 enero 1995 Una Parroquia Aprende.., por Rosemary Bailey
- El Tiempo, 2005 Revisión del Hombre quién Casado una Montaña por Celia Brayfield
- El Tiempo, 6 septiembre 2008 Revisión de Amor y Guerra en los Pirineos por Michèle Roberts
- Francia viviente, Aug 2009  Cuentos de Papel. Perfil de Rosemary Bailey por Deborah Curtis
- La Crónica judía, 12 septiembre 2008 Revisión de Amor y Guerra en los Pirineos por Rebecca Abrams[9]
- El Guardián, 6 julio 2008 Artículo por Rosemary Bailey sobre los Pirineos[20]
- «HOW A YORKSHIRE MINING COMMUNITY SUPPORTED THEIR GAY REVEREND WITH AIDS IN THE 1990S», The Independent, 26 de julio de 2017.
- «Sister's moving account of her brother's battle with Aids republished», Halifax Courier, 4 de agosto de 2017.

## Premios y reconocimientos
- Gremio británico de Escritores de Viaje' premio para libro de viaje narrativo mejor 2008. (Amor y Guerra en los Pirineos)
- Gremio británico de premio de Escritores del Viaje para artículo de viaje europeo mejor 2006.
- ABTOF (Asociación de Visita Operadores a Francia) premio para artículo de viaje mejor 2008.
- Subvención otorgada de Francis Cabeza Bequest 2006